# ワルテル・ボウ
ワルテル・アリエル・ボウ（Walter Ariel Bou 、1993年8月25日 - ）は、アルゼンチン・コンコルディア出身のプロサッカー選手。CAベレス・サルスフィエルド所属。ポジションは、フォワード。